# Колиа
Колиа (футуна Kolia) — деревня в королевстве Ало на Уоллис и Футуна.

## География
Деревня Колиа находится на юго-востоке острова Футуна. В деревне находится церковь Chapelle de Kolia.

## Население
По переписи населения 2018 года, в деревне живут 254 человека. Из них больше всего жителей возрастом от 5 до 9 лет (24 человека) и от 40 до 44 лет (тоже 24 человека). Старейшему жителю 90—94 года (на 2018 год). 
| Год  | Численность | Численность |
| ---- | ----------- | ----------- |
| 2003 | 432         |             |
| 2008 | 397         |             |
| 2013 | 309         |             |
| 2018 | 254         |             |

Многие эмигранты уезжают на Новую Каледонию.